# سلاح الجو الملكي ماكريهانيش
سلاح الجو الملكي ماكريهانيش (إياتا: CAL، إيكاو: EGEC) هو قاعدة سابقة لقوات سلاح الجو الملكي البريطاني تقع قرب بلدة ماكريهانيش، وعلى بعد 3.5 ميل غربي كامبلتاون في شبه جزيرة كينتاير في اسكتلندا.
يوجد مطاران للطائرات معروفان باسم ماكريهانيش، استُخدم الأول خلال الحرب العالمية الأولى، واستخدمته خدمة الجوية البحرية الملكية وسلاح الجو الملكي، ثم أُغلق المطار في نهاية الحرب العالمية الثانية. أما المطار الثاني، والذي بُني خلال فترة الحرب العالمية الثانية، استخدمه الطيران البحري خلال الحرب. في ستينيات القرن الماضي، أُعيد تطوير المطار وأصبح محطة لسلاح الجو الملكي، وكان متاحًا لقوات البحرية الأمريكية التي استخدمته لتخزين أسلحتها النووية، وكان قاعدة لعناصر القيادة الحربية البحرية الخاصة 2 التابعة لنافي سيلز الأمريكية.
انخفض تعداد القوات العسكرية الأمريكية في أوروبا عقب نهاية الحرب الباردة، ما أدى إلى مغادرة البحرية الأمريكية قاعدة ماكريهانيش وتسليم المنشآت الأمريكية هناك إلى وزارة الدفاع البريطانية في الثلاثين من شهر يونيو عام 1995، فتولّت وزارة الدفاع مهمة الحفاظ عليها وصيانتها.
في شهر مايو من عام 2012، بيعت المحطة إلى «شركة مجتمع قاعدة ماكريهانيش الجوية» وفقًا لتشريع يعطي المجتمع المحلي حق الشراء. تحوّلت المحطة الآن إلى متنزه تجاري، ويشغل مطار كامبلتاون جزءًا من المطار القديم.

## تاريخ

### الحرب العالمية الأولى
بُني المطار في ماكريهانيش في أواخر الحرب العالمية الأولى، على بعد 3.2 مترًا غرب كامبلتاون. عُرف الموقع باسم »محطة مطار ومرسى ماكريهانيش»، إذ شغل أرضًا مساحتها 26 هكتارًا، وتألف من حظيرة طائرات (مكانٌ لإصلاح الطائرات) مصنوعة من الخشب والخيش، بالإضافة إلى أكواخ أرمسترونغ. استخدمت خدمة الجوية البحرية الملكية تلك المحطة، وكانت محطة ثانوية تابعة لمحطة منطاد لوس باي، قرب سترانرار على بعد 80 كلم تقريبًا باتجاه الجنوب الشرقي. كانت محطة ماكريهانيش مفتوحة ولا تستفيد من غطاء الغابات والأشجار، لذا لم يُستخدم المطار إلا قليلًا. في الأول من شهر أبريل عام 1918، أصبح مطار ماكريهانيش تابعًا للقوات الجوية الملكية المنشأة حديثًا، عندها دُمجت خدمة الجوية البحرية الملكية مع الفيلق الجوي الملكي التابع للجيش. أصبح المطار جزءًا من مجموعة عمليات القوات الجوية الملكية رقم 25، وتشكل فيلق القوات الجوية الملكية رقم 272 في الخامس والعشرين من شهر يوليو عام 1918، إذ شغّل الفيلق 18 طائرة تدريبية من طراز «آيركو دي إتش.«6 في الحرب المضادة للغواصات في مصبّ كلايد.
أُقفلت محطة ماكريهانيش –مع المحطة الأم في لوس باي– في نهاية عام 1918، واستخدم المطار في الملاحة المدنية. في ثلاثينيات القرن الماضي، استُخدم للرحلات الجوية المنتظمة إلى آيزلي ومطار رينفرو تحت رعاية شركة «العبّارات الجوية الاسكتلندية والداخلية».

### الحرب العالمية الثانية
أصبح المطار محجوزًا من جديد في عام 1940، وفي شهر أبريل من عام 1941 من طرف الطيران البحري البريطاني، أصبحت المحطة تُعرف باسم «المحطة الجوية البحرية الملكية ماكريهانيش». في الفترة ذاتها، بُني مطار جديد من طرف شركة «برنارد صنلي وأبنائه» لصالح الطيران البحري الملكي، وكان موقع المطار الجديد إلى الشمال الغربي من مطار ماكريهانيش. افتُتح المطار الجديد في الخامس عشر من شهر يونيو عام 1941. بينما تحوّل المطار الأصلي –مطار ماكريهانيش– إلى محطة تابعة للمطار الجديد، وأصبح يُعرف باسم «إتش إم إس لاندريل الثاني».
خلال فترة الحرب العالمية الثانية، استُخدم مطار ماكريهانيش بكثافة لتدريب طيفٍ واسع من طائرات سلاح الجو الملكي والطيران البحري الملكي، وكان قاعدة للأسراب المنفصلة عن حاملة الطائرات. واستُخدم المطار في الحرب ضد الغواصات ومن طرف وحدات حراسة القوافل، فأصبح بذلك واحدًا من أكثر المطارات ازدحامًا في المملكة المتحدة. انخفض نشاط المطار في نهاية الحرب، وأُغلقت المحطة في السادس عشر من شهر أبريل عام 1946. في الوقت ذاته، أُغلقت محطة «إتش إم إس لاندريل الثاني» أيضًا، وانحصر استخدامها في المجال الزراعي كما كان سابقًا.

### الحرب الباردة
بعد إغلاق محطة ماكريهانيش، توكل الطيران البحري الملكي مهمة صيانتها والحفاظ عليها حتى الأول من شهر ديسمبر عام 1951، حينها افتتحت مجددًا كمحطة تابعة لمطار «إتش إم إس ساندرلنغ»؛ (مطار غلاسكو الآن). استُخدمت المحطة لفترة قصيرة من أجل تدريب طياري الطيران البحري الملكي ليستعدوا للمشاركة في الحرب الكورية على متن حاملة الطائرات «إتش إم إس إيندوميتابل»، عادت المحطة بعدها إلى وضعها القديم تحت الصيانة والرعاية في الثلاثين من شهر سبتمبر عام 1952. استخدمت «وحدة تجهيزات الأسطول» المحطة في عام 1958.

#### إعادة التطوير للاستخدام من طرف الولايات المتحدة والناتو
في شهر أبريل عام 1959، أُعلن عن تطوير وترقية المطار لدعم عمليات الولايات المتحدة وحلف شمال الأطلسي في منطقة كلايد والأطلسي. اعتُبر موقع المحطة مهمًا واستراتيجيًا للغاية، فهي تسمح للطائرات بالوصول إلى شمال الأطلسي لدعم العمليات البحرية. كانت المحطة قيّمة أيضًا، باعتبارها نقطة توقف للرحلات العسكرية عبر الأطلسي.
تولّى حلف الناتو دفع التكاليف، وخضعت المحطة لعملية إعادة تطوير مكثفة في بدايات الستينيات من القرن الماضي، إذ تحصّل الحلف على 7 مزارع و6 عقارات صغيرة من أجل هذا الهدف. استُبدلت مدارجها الأربع القديمة بمدرج واحد جديد طوله 3049 متر كي يتيح المجال لقاذفات القنابل «أفرو فولكان» والطائرات الأخرى الكبيرة باستخدام المطار.
نُقلت ملكية مطار ماكريهانيش من الأميرالية البريطانية إلى وزارة الطيران في السابع والعشرين من شهر مايو عام 1963. وفي شهر يونيو عام 1964، أُعيد افتتاح المطار واعتُبر محطة تابعة للقوات الجوية الملكية. لم تعمل المحطة ولم تحو أساطيلًا من الطائرات، لكنها خُصصت لقائد الحلفاء الأعلى في أوروبا، التابع للناتو، لاستخدام المحطة كقاعدة عملياتية في حال اندلاع حرب مع الاتحاد السوفياتي.

## الإغلاق والاستخدام غير العسكري
لم تكن هناك حاجة لاستخدام المحطة لأهداف عسكرية، لذا نشأت «شركة مجتمع قاعدة ماكريهانيش الجوية» في شهر مارس من عام 2008 على يد أعضاء من المجتمع المحلي، رغبوا برؤية الموقع وهو يُستخدم لمنفعة أولئك الذين عاشوا وعملوا في هذه المنطقة.
في بيان وزاري مكتوب صدر في السادس من شهر أكتوبر عام 2008، اعتُبرت محطة ماكريهانيش فائضًا يجب التخلص منه. في الرابع عشر من شهر مايو عام 2009، ظهر إعلان عن بيع الموقع، إذ كانت وزارة الدفاع تبحث عن المهتمين بشراء الموقع لتحدد احتمال استثمار القطاع الخاص فيه. انتُقدت تلك الحركة بشدة، وأعرب أعضاءٌ من المجتمع المحلي عن قلقهم، خاصّة أن أحدًا لم يستشيرهم في هذا القرار، ونتيجة لتجاهل مطالبهم بشراء المحطة.
توقفت خطط شراء المحطة، والتي كانت تتم عبر تشريعٍ يعطي المجتمع حق الشراء، في شهر أغسطس من عام 2010، حينما رفضت الحكومة الاسكتلندية ورقة اقتراع المجتمع المحلي المتعلقة بخطط شراء المحطة، وذلك جراء تشكيك الحكومة بقابلية نجاح تلك الاقتراحات. لكن بعد تقديم ورقة أخرى، تمكّن المجتمع المحلي من شراء الموقع من وزارة الدفاع مقابل 1 يورو في الحادي عشر من شهر مايو عام 2012. تلقى المجتمع المحلي دعمه من «منشأة المرتفعات والجزر»، والحكومة الاسكتلندية، و«مجلس أغريل وبيوت»، وهكذا تمكن المجتمع المحلي من تخصيص أجزاء من الموقع للاستخدام الدعائي، وذلك بهدف خلق مستقبل مستدام لمنطقة كامبلتاون.